# Jaroslav Papoušek
Jaroslav Papoušek (n. 12 aprilie 1929, Velîkîi Bîcikiv, Podkarpatská Rus⁠(d), Ucraina – d. 17 august 1995, Čimelice⁠(d), Juhočeský⁠(d), Cehia) a fost un pictor, sculptor, caricaturist, scensrist și regizor slovac.

## Filmografie

### Scenarist
- 1963 Asul de pică (Černý Petr), regia: Milos Forman
- 1965 Intimní osvětlení
- 1965 Dragostea unei blonde (Lásky jedné plavovlásky), regia: Milos Forman
- 1967 Hoří, má panenko
- 1969 Nejkrásnejsí vek
- 1971 O duminică pierdută (Hogo-fogo Homolka)
- 1972 Homolka și portofelul (Homolka a Tobolka)
- 1974 Televize v Bublicích aneb Bublice v televizi
- 1976 Konecne si rozumíme
- 1979 Zena pro tri muze
- 1984 Vsichni musí být v pyzamu

### Regizor
- 1969 O duminică în familie (Ecce Homo Homolka)
- 1969 Nejkrásnejsí vek
- 1971 O duminică pierdută (Hogo-fogo Homolka)
- 1972 Homolka și portofelul (Homolka a Tobolka)
- 1974 Televize v Bublicích aneb Bublice v televizi
- 1976 Konecne si rozumíme
- 1979 Zena pro tri muze
- 1984 Vsichni musí být v pyzamu
- 1984 Cesta kolem mé hlavy

## Legături externe
- Jaroslav Papoušek la Internet Movie Database